# 갑신정변

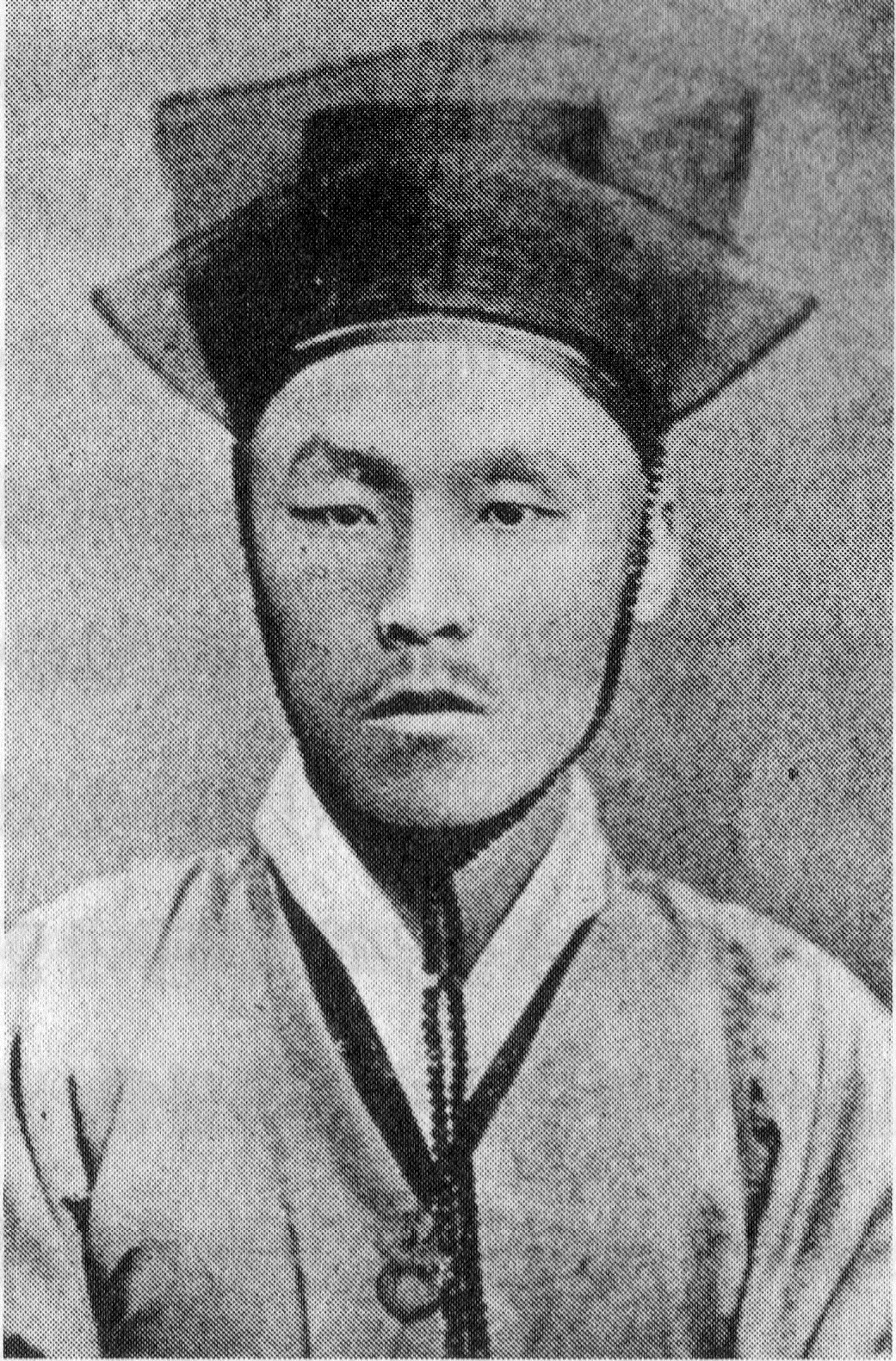
김옥균

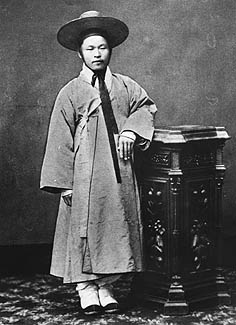
홍영식

갑신정변(甲申政變)은 1884년 12월 4일(음력 10월 17일)에 김옥균·박영효·서재필·서광범·홍영식 등 개화당파들이 청나라에 의존하는 척족 중심의 수구당을 몰아내고 개화정권을 수립하려 하였다가 청나라군의 개입으로 실패한 쿠데타 사건이다.
진압 후 갑신난 또는 갑신전란 등으로 불렸고 대한민국 임시정부에서는 이를 '갑신혁명당의 난'(甲申革命黨의 亂)이라 불렀다.

## 사건
12월 4일 저녁 우정국(郵政局) 낙성식을 계기로 정변을 일으켜 고종 민비를 경우궁으로 피신시킨 뒤 민씨 척족들을 축출하거나 일부 처형하고 12월 6일 오후, 중국 간섭 배제, 문벌과 신분제 타파, 능력에 따른 인재 등용, 인민 평등권 확립, 조세 제도 등의 개혁 정책을 내놓았다. 개화파가 당시에 내놓은 정책 중 현재 전하는 기록은 14개 조항이나, 일설에는 80개 조항이 있었다는 견해도 있다. 그러나 12월 4일 민씨 정권은 이미 청나라의 위안스카이에게 구원을 요청하여 청나라 군대를 불러들였고, 민비는 창덕궁으로 되돌아갈 것을 주장했다. 김옥균이 일본에 의존했다는 비판도 있다. 그해 12월 말 조선 조정에서는 예조참판 서상우 등을 특차전권대사로 파견, 갑신정변 과정에서 일본 측의 개입을 문제삼았다가 오히려 한성 조약을 체결하게 된다. 다른 이름으로는 갑신의거, 갑신사태, 갑신봉기 등으로 부른다. 그밖에 3일만에 끝났기 때문에 '3일 천하', '3일 혁명' 등으로도 부른다.

## 개요
1874년 흥선대원군의 실각 이후 1876년 2월 27일 일본과 강화도에서 강화도 조약을 맺었다. 일본은 1875년 2월부터 군함을 이끌고 동해와 남해, 황해 등에서 무력 시위를 벌이게 된다. 이때 조선군의 선제 발포가 문제가 되어 1876년 2월 27일 강화도에서 조일수호조규가 체결되면서 제물포항이 개항되고, 이후 부산과 원산항도 개항되었다. 이후 위정척사파들의 시위는 격화됐고, 1877년 흥선대원군의 쇄국을 반대하고 강화도 조약을 지지하였던 박규수가 별세, 1882년 임오군란으로 구식 군대 및 위정척사파의 추대를 받은 흥선대원군이 일시 집권했으나 명성황후는 청나라 군사를 끌어들여 대원군을 실각시킨다. 이후 조선의 정치는 청나라로부터 노골적인 간섭을 받기 시작하였다. 불만은 고조되어 북학파의 후신인 개화파들은 중국의 오랜 속국 노릇과 내정 간섭에서 벗어나야 된다고 주장했다. 1884년 초부터 김옥균, 서광범, 박영효, 서재필 등은 정변을 계획했고, 그해 7월부터 계획을 세워 그해 12월 4일 정변을 일으켰다.
김옥균 등은 우정국 개국 축하연 때 반대 세력을 제거하고 왕과 왕비를 경우궁으로 옮겼다. 민씨 정권 측은 위안 스카이(袁世凱)가 이끄는 청나라 주둔군에 도움을 요청했고, 그 사이 명성황후는 창덕궁으로 돌아가야 한다고 주장하였다. 김옥균 등은 소수의 병력으로 넓은 곳을 지키기 어려움을 들어 반대하였으나 명성황후의 강력한 요구로 결국 창덕궁으로 환궁하게 되었다. 12월 6일 개화파 일행이 국왕 내외를 대동하여 창덕궁에 돌아갔고, 그날 새벽 정강 정책을 결정하였으나, 오후 3시 위안 스카이가 이끄는 청나라의 군대 1,500명이 창덕궁 안으로 진입함으로서 3일 만에 진압되었다. 홍영식, 박영교 등은 청나라군과 싸우다 전사했고, 김옥균, 서재필, 박영효 등은 인천을 거쳐 일본으로 망명했으며, 윤치호 등은 외국 유학 형식으로 망명하였다.
현재 전하는 개화당의 개혁 정강 14개조는 문벌과 신분제를 폐지한다, 불필요한 재정 기관을 축소한다, 조정 대신들은 직접 회의를 개최하고 안건을 결정한다, 순사를 설치한다 등의 내용을 담고 있다. 혁신 정강의 조항은 상당히 많아 일본인의 기록에는 80여 개 조항에 달했다고 하나 김옥균의 《갑신일록》에는 그 중 일부인 14개 조항의 내용만이 현재 전한다.

## 정변 배경

### 쇄국정책에 대한 반작용
대원군 시절부터 북학파 박규수와 유대치, 오경석 당은 우리도 외국 문물을 적극적으로 받아들여야 한다는 주장을 해왔고, 이들은 개화파를 형성했다. 박규수와 유대치의 문인인 김홍집, 김윤식 등은 이들의 개화 사상을 정책적으로 반영하려고 시도하였다.
고종의 친정이 시작되자 정권은 사실상 왕비 민씨의 척족들이 장악했다. 민씨 척족들은 흥선대원군이 취했던 강력한 쇄국 정책과는 달리 안으로는 일부 세력의 대외 개방 여론과, 밖으로는 운요호 사건 이후 무력 시위를 하고 있어 1874년 11월 대원군이 물러남으로써 점차 대외 개방에 대한 여론이 높아지자 일본은 1875년 2월부터 군함을 이끌고 동해와 남해, 황해 등에서 무력 시위를 벌이게 된다. 그리고 결국 병력을 이끌고 강화도에 침입해오자 조선군은 영토에 대한 불법 침입을 이유로 발포한다.
이때 박규수, 오경석, 김홍집, 김윤식, 어윤중 등은 고종에게 일본측이 부당한 요구를 하는가 알아보고 발포를 가해도 늦지 않다는 견해를 계속 피력하였고, 조정의 원로 대신들은 이들이 매국노라면서 흥선대원군이 쇄국 정책 하나만큼은 잘 하는 일이라고 맞받아쳤다.
일본은 이 조선군의 발포를 빌미로 대대적인 공격을 감행해 영종도에 상륙했고 그에 대응하기 위해 조선군은 군사를 동원해 그들과 일전을 벌였지만 패배하고 말았다. 일본군은 한동안 영종도를 점거하고 있다가 조선의 감정이 악화되자 일단 물러났다. 하지만 조선 영해에 계속해서 군함을 진주시켜 무력 시위를 벌이며 개항을 요구했고, 마침내 1876년 2월 강화도에서 조일수호조규가 체결되면서 제물포항이 개항되고, 이후 부산과 원산항도 개항되었다.
지방의 유생들, 주자와 송자의 법통 계승을 자처한 화서 이항로 학파 사람들은 박규수, 오경석, 김홍집, 김윤식 등이 매국노들이라며 이들을 극형에 처하고, 오랑캐를 물리칠 것을 수시로 상소하였다. 또한 이 기회에 노론 정권에 대한 불만이 극에 달한 영남 남인들 역시 박규수, 오경석, 김홍집, 김윤식, 어윤중을 규탄하는 상소를 연일 올려댔다.

### 제물포 조약 전후
1882년(고종 19)에 일어났던 임오군란을 계기로 청나라와 일본이 대립하게 되었다. 일찍이 흥선대원군의 쇄국정책에 반대하던 민씨가 청나라에 의존하는 보수 세력으로 되었으니, 왕실 및 민씨 세력의 대표적 인물로는 민영익·민승호 등과 정계의 요인(要人)이었던 김홍집·김만식(金晩植)·어윤중 등이 이에 속하였으며, 이 일파를 사대당이라고 하였다. 이에 대하여 민씨 일파의 사대정책에 반대하고 일본 제국의 메이지 유신을 본받아 개혁을 단행하려는 사람들이 있었으니, 이를 독립당 또는 개화당이라 하였다. 그 대표적 인물은 김옥균·박영효·홍영식·서광범·서재필·윤웅렬 등의 소장파들이었다.
임오군란의 사후 처리를 위한 제물포 조약에 따라 사과 사절 등으로 일본에 건너갔던 박영효 일행은 친일 성향을 가지고 귀국하여 일본의 힘을 빌려 개화와 정치개혁을 단행하고자 하였고, 이들 개화파는 민비를 중심으로 한 집권파 세력과 긴장 관계에 있었다.
이 대립은 당시 청나라의 알선으로 내아문(內衙門)의 고문으로 있던 묄렌도르프의 의견에 따라 사대당이 당오전(當五錢)이라는 화폐를 만들어 악성(惡性) 인플레이션을 야기하고, 경제계를 혼란시킨 데서 더욱 격화되었다.

### 개화파의 탄생
노론 북학파의 학통과 정치사상을 계승한 이들은 문호개방을 전후하여 박규수, 오경석, 유대치 등을 중심으로 그 움직임이 보다 적극화되고 조직화되기 시작했으며, 김윤식, 김홍집, 어윤중 등의 문인들을 길러냈고, 1870년대 개항기에 와서는 김옥균, 홍영식, 박영교, 박영효, 서광범, 서재창, 서재필, 유길준, 윤웅렬, 윤치호 등 젊은 문인들을 길러냈다. 이들을 중심으로 1880년대 이후 하나의 정치세력을 형성해가며 개항론을 주장하며 정부의 개화정책을 뒷받침했다.
일본과 수교 이후 고종은 미국, 프랑스, 러시아 등의 구미 열강과도 차례로 조약을 맺고 통상 관계를 가지는 개항 정책을 실시하였다. 북학파였던 박규수, 오경석 등은 청나라로부터 선진 문물을 받아들일 것이 아니라 우리도 서양을 야만인 취급하지 말고 기계와 태엽 시계, 각종 태엽 기계 등의 제조 기술을 배울 것을 주장하였다.
또한 이러한 일련의 개화 시책을 실시하면서 한편으로는 관제와 군제를 개혁하고 젊은 개화파로 형성된 신사유람단과 수신사를 일본에 지속적으로 파견하여 새로운 문물을 학습하게 했다. 하지만 개항 이후 일본의 정치적, 경제적 침투가 가속화되자 국내에서는 개화파와 수구파의 대립이 심각한 양상으로 치닫기 시작했다. 1881년 황준헌의 조선책략을 유입하여 반포한 사건을 계기로 수구를 주장하던 위정척사파는 마침내 척사상소운동을 일으켜 민씨 정권을 규탄했다.
대원군 정권을 전복하는데 앞장섰던 최익현, 김평묵 등 화서학파를 필두로, 서원 철폐로 대원군을 증오하던 유림 세력, 노론 자체를 부정하던 영남 남인들은 개화파가 나라를 망치려 든다며 한목소리로 공격하기 시작하였다.
이때 안기영 등의 대원군 주변 세력은 고종을 몰아내고 고종의 이복형인 이재선을 왕으로 옹립하기 위해 국왕 폐립운동을 전개하였다. 이 역모는 일부 관계자들의 고변에 의해 사전에 적발되었고, 고종과 민씨 일파는 이를 빌미로 척사상소운동을 강력히 제압하여 가까스로 정국을 수습하였다.

## 시대적 배경
조선 후기 이래로 조선시대의 사회는 청나라를 통해 서구 문물이 유입되었고, 일부 중인층 지식인과 서자들은 자신들에게도 권리를 요구하는 등 안으로는 봉건체제의 낡은 틀을 깨뜨리고 근대사회로 나아가려는 움직임이 있었고, 하층민들 역시 자신들도 인간임을 주장하기 시작하였다. 정치적, 사회적 변화 외에도 밖으로는 무력을 앞세워 통상을 요구하는 구미 자본주의 열강의 침략 위협이 고조되었다. 이런 가운데 단순히 문을 걸어 잠그기만 해서는 안 된다는 목소리가 각지에서 터져나왔고 사대부와 지식인층은 조선 정부에 대안을 요구하였다.
노론 내 비주류인 북학파와 소론 양명학파 외에도 일부 관료와 중인 출신의 지식인들 사이에서는 조선 사회의 사회경제적 모순과 신분제도의 비합리성을 인식하고 외국 문물의 개방을 통해 사회 변화를 이끌려는 개화 사상이 형성되었다. 개화파의 일부 구성원들은 북학파의 학통을 계승한 후신이기도 했지만, 개화 사상에 따라 서구의 문물을 받아들이고 내외정치의 개혁을 주장하며 결집, 형성된 정치 세력이기도 했다.

## 개화파의 사상적 배경
문명개화를 하지 않으면 나라를 보존할 수 없으리라는 개화사상의 선구자는 박규수, 오경석, 유홍기(유대치)들이다. 북벌론을 공리공담으로 간주하고 북벌 대신 북학을 수용해야 된다던 박지원과 그의 문도들인 박제가, 홍대용, 김정희 등은 노론 내에서도 북학파를 구성했다. 그 후 박규수, 유대치, 오경석 등에 이르러서는 청나라의 학문이 아니라 서양의 학문을 직접 받아들이자는 결론을 내리게 된다. 야만인이라고 한들 좋은 점이 있다면 받아들이지 못할 것은 무엇이냐는 것이었다.
박규수는 연암 박지원의 손자로 제너럴셔먼호 사건 때 평안감사로 있으면서 셔먼 호를 불태워버린 장본인이며, 1862년 진주민란 때 안핵사로 내려갔던 인물이다. 그는 1872년 청나라에 다녀온 후 국제정세에 관심을 갖고, 서양의 발달된 문명을 받아들여야 한다고 생각하게 되었다. 그의 사랑방에는 박영효, 김옥균, 김윤식, 유길준 등이 드나들었다.
오경석은 역관으로 청나라를 자주 오가면서 새로운 변화에 민감하게 반응했다. 그는 실학자이기도한 김정희의 제자로 금석학에도 상당한 이해를 갖고 있었다. 오경석은 친구 유홍기에게 자신이 접한 새로운 사상을 전한다. 그의 스승 김정희 역시 연암 박지원의 문하생들 중의 한 사람이었다.
유홍기는 한의원으로 일명 산림정승이라는 별칭을 얻고 있었다. 그는 비록 관직에 나가지는 않았지만 '학식, 인격이 고매 탁월하고 교양이 심원한 인물'이었다 한다. 유대치는 관직은 나가지 않았어도 사대부의 신분이었는데, 그는 거침없이 오경석을 비롯한 중인 계층과도 허교를 하던 인물이었다. 오경석, 유홍기 두 사람은 조선을 혁신하려면 양반 자제들을 개화 사상으로 무장시켜야 한다고 생각하고 김옥균, 박영효, 서광범, 서재필, 윤치호, 홍영식, 김윤식 등 세도가 집안의 유망한 청년들을 길렀다. 이 청년들은 신사유람단, 영선사의 일원으로 일본과 청국을 돌아보기도 하면서 개화정책의 핵심세력으로 자라났다.

### 개화파의 세력 확산
김옥균은 1880년 무렵부터 정치 결사조직인 충의계(忠義契)를 만들어 신복모(申福模)로 하여금 사실상 운영하게 하였다. 충의계의 회원은 서재필, 서광범 등이었다. 충의계는 43명으로 시작하였지만 1884년 경에는 회원수가 약 10명에 이르게 됐다.
한편 1883년 3월 박영효가 한성부 판윤에서 광주부유수로 전임되자, 박영효는 경기도 광주 임지에서 서실을 열고 퇴청 후에는 문하생을 가르치는 한편 광주부내에서 젊은이들을 끌어모아 약 50명의 청년들이 모이자, 본격적으로 군사 훈련을 시작하여 일종의 사병을 양성하였다.
이후 1883년 김옥균 등은 신식 군사 훈련 목적으로 서재필과 서재창 등 14명의 사관 생도들을 일본으로 유학보냈다. 이들은 일본의 신문물을 접한 뒤 토야마 육군사관학교에 들어가 단기 군사훈련 교육을 받은 뒤 1884년 7월 귀국했는데, 조선에 남아있던 개화파의 건의로 신식 군대 결성 여론이 조성되고 서재필이 바로 신식 군대 결성을 건의하자 고종은 바로 조련국 설치를 허가하고 서재필을 사관장으로 삼았다. 서재필은 바로 부임하지 않았다가 며칠 뒤에 조련국 사관장에 취임하여 병력을 양성하였다.
그 밖에도 온건 개화파이자 박규수, 유대치의 문하에서 먼저 수학한 선배 문하생이기도 한 윤웅렬이 있었다. 윤웅렬은 1883년 1월 함경남도병마절도사로 부임했고, 윤웅렬은 남병사로 있으면서 야인들을 퇴치할 목적으로, 평소대로 북청군과 함흥부 등 함경남도 지역의 장정 약 50명을 모집하여 군사 훈련을 시켰는데, 신식 군사 훈련을 시켰다. 그러나 갑신정변의 기반이 취약하다는 것을 알고 윤웅렬은 군사를 이끌고 내려오다가, 일부만 자신이 직접 인솔해 내려오고 나머지는 함경남도병영으로 되돌려보냈다.

## 전개 과정

### 민비와 개화파의 갈등
민비는 청나라를 끌어들여 흥선대원군을 납치, 텐진의 바오딩부에 유배케 했다. 1882년 민씨 세력의 개화 정책에 불만을 품은 위정척사파와 대원군 세력이 봉량미 문제로 임오군란을 일으켜 왕비를 죽이려 하였으나, 그녀는 재빨리 궁중을 탈출하여 충주목사 민응식의 집에 피신하였다. 그리고 비밀리에 고종과 접촉하며 청나라에 군사 지원을 요청하였다. 그녀의 요청으로 출동한 청국군은 대원군을 납치하여 청나라로 끌고 감으로써 위기를 넘겼다. 그러나 조선내 청나라의 세력이 강해지는 것을 두고 조선의 자주독립국론을 주장하던 개화파의 불만은 높아져갔다.
그 사건 이후 그녀는 친청정책을 실시하였는데, 이 때문에 개화파의 불만이 높아져 갑신정변이 일어나고 일시적으로 개화당이 정권을 장악하기도 한다. 그러나 이 때에도 왕비는 청국군의 도움으로 다시 정권을 되찾는다.

### 개화파 내부의 갈등
제물포 조약 이후 위정척사파의 강한 반발과 척신 세력의 부패가 극에 달하게 되자 개화파는 이 문제를 놓고 내부 분열이 일어나게 된다. 임오군란 후 이들은 온건파와 급진파로 갈라졌다. 온건파는 청을 서양세력을 막아줄 수 있는 유일한 보호막이라고 하였다.
개화파는 대부분 박규수, 유대치, 오경석의 문하생들이며 이동인과도 친분관계가 있었다. 그러나 개화파 안에서는 개혁의 궁극적 방향을 같이하면서도 실현방법에서 입장의 차이를 드러내고 있었다. 김홍집, 어윤중, 박정양, 김윤식 등의 온건 개화파는 일단 부국강병을 위해 문호를 개방하고 여러 가지 개혁정책을 실현하되, 위정척사파를 상대하기 위해서 민씨 정권과 정치적 타협을 계속하고, 청나라에 대한 사대외교를 종전대로 계속 유지하면서 점진적인 방법으로 힘을 키운 뒤에 청나라와의 관계를 끊자는 입장이었다. 반면에 김옥균, 서재필, 홍영식 등 급진 개화파는 청나라에 대한 사대관계를 청산하는 것이 우선이며, 친인척을 등용하여 임오군란과 각종 민란을 유발한 민씨 정권 역시 타협의 대상이 아닌 타도의 대상으로 규정했다. 온건 개화파와 급진 개화파는 수구파, 척신 처리 방법과 청나라에 대한 사대교린을 언제 끝내느냐를 놓고 차이점을 보였다. 온건, 급진 개화파에게 일치하는 점은 위정척사파 축출이었다.
온건파는 청나라의 양무운동(洋務運動)을 본따 점진적인 개화를 주장했다. 반면 급진파는 청과 그에 빌붙은 민씨 세력을 제거하고 일본의 메이지 유신을 본따 급속한 개혁을 해야 한다고 주장했다. 청나라에 대한 비판보다도 민씨 척신세력과 위정척사파까지 모조리 제거해야 된 급진 개화파의 주장에 대해 온건 개화파는 머뭇거렸고, 급기야 개화파 내에서도 갈등이 빚어지게 된다. 급진파는 스스로를 개화당 또는 독립당이라 부르고, 온건파를 위정척사파, 민씨 세력과 싸잡아서 수구당, 사대당이라고 부르며 공격했다. 김옥균, 박영효, 서재필, 홍영식, 윤웅렬, 유길준, 윤치호, 고영희, 서광범, 서재창, 박영교 등은 급진파, 김홍집, 김윤식, 박정양, 어윤중, 신기선, 이조연, 이시영, 이상재, 김종한, 민영익 등은 온건파에 속한다. 이 중 민영익은 민씨 척신 세력과도 연결되는 인물이었다.

### 무력 정변 기도

#### 정변 준비
급진 개화파는 점차 요직에서 소외되어갔다. 재정난 타개책으로 일본에서 3000억 엔의 차관을 들여오려던 계획이 수포로 돌아가자, 이들의 입지는 더욱 좁아졌다. 급진파는 온건파가 척신 세력이나 위정척사파와 타협한 것으로 보고 불신하게 된다.
이같은 정치적 위기를 타개하기 위해 1884년 봄부터 개화파는 쿠데타를 준비하기 시작했다. 그때 청은 프랑스와의 전쟁으로 조선 주둔군의 절반을 철수시키고 있었다. 강경 개화파는 이를 절호의 기회로 삼았다. 개화파는 조정의 신진 관료들을 포섭하기 위해 1880년 초에 박규수, 유대치, 오경석의 문하생들이 만든 충의계(忠義契)를 통하여 새로운 동지와 협력자들을 더 규합하였다.
일본은 청나라의 세력이 약화된 틈을 타서 조선에 영향력을 확대하고자 공사 다케조에를 통해 쿠데타 지원을 약속했다. 본래 김옥균 등은 미국에 큰 기대를 걸었지만 별다른 호응을 얻지 못한지라 일본의 접근은 선뜻 받아들였다.
1884년 7월 개화파는 정변을 기도하나 날짜와 구체적 계획을 잡지 못하였다. 여러 번 회합을 하다가 그해 9월 17일 박영효의 집에서 김옥균은 정변을 일으킬 방안과 계획을 상세히 발표한다. 그들은 민씨 정권의 친청나라정책에 대항하여, 기존의 평화적 방법에 의한 개혁 보다는 온건 개화파와 민씨 척족의 연합 정권을 타도하고 일시에 권력을 장악하여 개혁을 실시하기로 했다. 한편 12월초에 있을, 홍영식이 총판(總辦)으로 임명된 우정국의 개설 기념 및 건물 낙성식 피로연을 이용하여 거사를 단행하기로 결정하고, 일본사관학교의 유학생, 종래의 신식군대 가운데 자신들의 영향 아래 있는 조선군인을 동원하기로 하는 등 정변을 위한 준비를 서둘렀다. 이어 일본에서 귀국한 서재필, 서재창 형제가 이끄는 조련국의 병사들, 함경남도병마절도사 윤웅렬이 지휘하는 함경남도관군을 동원하기로 한다.
한편 개화파는 일본사관학교 유학생과 서재필, 서재창이 이끄는 조련국 병사들, 윤웅렬의 남병영 외에도, 정변을 일으켰을 때 민씨 정권을 비호하는 청나라군 및 지역의 위정척사 세력, 영남 남인세력 등의 미구에 있을 반격에 대한 군사 문제를 일본측과의 교섭을 통해 해결하려 했다. 또한 자신들이 개혁정책을 실현하는 자금 및 재정 확보 문제 역시 일본을 이용하여 해결할 계획을 세웠다. 이는 일본 공사관측을 통해 교섭하였다. 일본공사 다케조에 신이치로(竹添進一郞)는 개화파의 군사, 재정 문제를 도와, 일본의 대륙 진출에 걸림돌이 되는 청나라와 민씨 정권을 내몰고 대륙 진출의 기반을 차지할 생각으로 일본군대 및 영사관 경찰 병력의 동원과, 정부 차관 제공을 약속하였다.

#### 청나라 군사의 움직임
1884년 2월경부터 조선에 주둔하던 3,000명의 청나라 군사가 서서히 철수하는 조짐을 보이자 일각에서는 바로 단행하자고 하였으나, 김옥균, 박영효 등은 조금 더 지켜보자고 하였다. 또한 일본에 유학중이던 사관생도들이 귀국하지 않았음을 들어 일단 보류하였다. 1884년 봄, 청나라와 프랑스 사이에 안남(베트남) 문제를 둘러싸고 전쟁의 조짐이 보이자 청나라는 1884년 5월 23일경 한성부에는 1,500명의 청군만 남기고 나머지 청군은 안남 전선으로 이동시켰다.
1884년 8월 청나라는 프랑스와 전쟁을 시작, 청불 전쟁에서 프랑스 해군 함대가 청나라 해군의 푸젠함대(福建艦隊)를 격파하고 이후 전쟁 상황이 청나라에게 불리하게 전개되자 김옥균 등 개화당은 1884년 9월(음력 8월)부터 정변을 준비하였다. 마침내 안남에서 청나라가 패배하자 일본은 공사 다케조에를 통해 급진 개화파에게 접근하였다.

#### 거사 직전
1884년(고종 21년) 10월 초, 청나라가 안남(安南) 문제로 프랑스와 싸워 패배하였다는 소식을 듣자 독립당은 청나라가 조선 문제에 개입할 여유가 없을 것이라고 믿고, 정변 단행을 기획한다. 10월 30일 서울로 돌아 온 일본공사 다케조에 신이치로(竹添進一郎)는 종전 개화파에 대한 적대적 태도를 바꾸어 적극적인 호의를 보이면서 접근해 왔다.
그해 8월부터 본격 훈련에 들어간 서재필의 조련국 병력으로는 사실 부족했고, 윤웅렬의 함경남도의 병영에서 병력을 전부 차출하는 것은 힘들다고 본 급진 개화파는 논란에 빠지게 된다. 결국 김옥균 등 개화당은 우선 부족한 무장능력을 보충하고 청나라군을 견제하기 위한 수단으로 일본측의 호의에 응하였다. 다케조에는 공사관 병력 150명을 지원할 수 있고, 일본 정부로부터 일화 3백만 엔을 얻어내 빌려주겠다고 제안하였다.
이들은 일본 공사 다케조에 신이치로(竹添進一郞)와 몰래 상의한 끝에 일본의 주둔 병력을 빌려 정변을 일으켜 혁신정부를 세우기로 계획하였다. 무기와 자금을 일본 공사를 통해 일본으로부터 차관도입시도하여 빌리고 일본 유학생 출신과 사관생도들을 동원하자는 것이었다.
강경 개화파는 위정척사파를 제거할 계획을 꾸몄고, 위정척사파와 동시에 위정척사파 타도에 소극적이었으며, 일부 부패한 관리들을 옹호하는 척신 정권 및 온건 개화파에 대한 제거까지 계획했다. 명성황후 주변의 척신 세력들은 물론이고 민영익, 이조연 등 온건 개화파까지 제거할 계획을 세우자, 이에 당황한 함경남도 군사를 동원하기로한 함경남도병마절도사 윤웅렬과 외무 아문주사 윤치호 부자는 다소 머뭇거렸다.
김옥균·박영효·홍영식·서재필·서광범 등 급진개화파 세력들은 1884년 11월 4일 박영효의 집에서 회합을 가졌다. 그때 일본 공사관의 시마무라(島村久) 서기관이 참석하였는데, 그는 “서울에 주둔하는 청나라 병사를 구축하는 일은 우리의 1개 중대 150명으로도 그다지 어려운 일이 아닐 것이다.”라고 김옥균과 서광범에 말하였다. 조선 주재 일본 공사 다케조에(竹添進一郞)와 밀의한 끝에 일본군 주둔 병력을 빌려 정변을 일으키고 혁신정부를 세우기로 기도하였다. 그때 다케조에 공사는 11월 16일자 보고 문서에서 “정변이 나면 그(김옥균)를 보호할 방침이며, 정변이 나더라도 우리의 1개 중대로써 청국의 현재 병력(단지 5~6백 명으로 추산됨)을 격퇴함은 지극히 용이한 일입니다.”라고 장담하였다.
이러한 일본 공사의 호언장담에 고무된 김옥균 일파는 1884년 12월 4일(음력 10월 17일) 홍영식이 총판으로 있는 우정국 개국 축하 만찬회를 이용하여 정변을 일으켰다. 이들 개화파들은 연회가 열릴 즈음 이웃집에 불을 질러 혼란을 일으킨 다음 행동 전위대로 나선 서재필을 비롯한 토야마 군관학교 출신 사관생도들이 초청한 사대당 요인들을 모조리 암살하려 했으나, 겨우 민영익에게 중상을 입혔을 뿐 계획은 실패하고 말았다.

### 거사 과정

#### 우정국 낙성식
12월 3일 다시 한번 거사를 확인한 뒤 좌석 배치도를 확인한다. 그리고 앞뒤 입구 쪽에는 개화파의 군사를 매복시켜두었다.
1884년(고종 24년) 12월 4일(음력 10월 17일) 저녁 7시, 조선 최초의 우체국인 우정국(郵政局) 개국 축하 연호가 열렸다. 민영익을 비롯해 이조연, 홍영식, 김홍집, 한규직, 김옥균, 박영효, 서광범, 윤치호, 독일인 외교 고문 묄렌도르프, 그리고 미국 공사 루시어스 푸트, 영국 총영사 애시턴, 청국총판조선상무(淸國總辦朝鮮商務) 진수당(陳壽棠), 일본 공사관 서기관 시마무라(島村久) 등 각국 외교관이 참석했다.
연회가 무르익은 밤 10시 경, 갑자기 불이야 하는 소리가 들렸다. 민영익이 밖으로 뛰어나갔다. 잠시 후 그는 피를 흘리며 들어와 바닥에 쓰러졌다. 미리 대기하고 있던 개화파 행동대원의 칼에 맞은 것이다. 민영익은 서재창이 지휘하는 한 병사로부터 얼굴과 목이 칼에 찔렸다. 민영익이 땅에 쓰러지자 묄렌도르프가 그를 부축해서 달아났다.
연회는 아수라장이 되었고, 사람들은 뿔뿔이 흩어졌다. 김옥균을 비롯한 개화파 혁명 요인들은 계획한 대로 창덕궁으로 들어갔다. 때맞춰 대궐 곳곳에서 화약이 터졌다. 김옥균 일행은 청국 군대가 쳐들어왔다고 거짓 보고를 하면서 고종에게 경우궁(景祐宮, 순조의 생모 수빈 박씨의 사당으로, 서울 종로구 계동 현대 빌딩 부근)으로 피신하고 일본공사에게 군대를 보내 보호를 요청했다. 연이은 폭발음 속에서 고종은 일단 이들의 말을 따랐다. 김옥균은 고종에게, "일본공사는 와서 나를 호위하라"(日本公使來護我)고 쓴 친서를 요구하였고, 고종은 흰 헝겊에 이를 써서 전달했다. 이 친서에 의해 일본영사관 군 병력 1개 중대와 일본경찰 병력 1개 중대가 즉각 출동하였다.
곧 일본공사 다케조에 신이치로(竹添進一郞)가 이끄는 일본군 200명이 경우궁을 에워쌌다. 이 또한 미리 약속된 일이었다. 이어 한규직, 이조연, 민태호, 민영목, 조영하, 유재현 등 수구파 인물들이 시퍼런 칼날 아래 쓰러졌다.

#### 척신 및 수구파 대신 암살
김옥균, 홍영식, 박영효 등은 창덕궁으로 달려가 고종에게 사대당과 청국군이 변을 일으켰다고 거짓으로 보고하고, 고종과 명성황후를 규모가 작아 수비가 수월한 경우궁으로 옮긴 후, 개화파가 동원한 50여 명의 병력과 일본 영사관 군 및 영사관 경찰 200여 명으로 하여금 궁을 호위케 한 다음, 대신들을 급히 불러들였다. 한편 내시 유재현(柳載賢)은 개화파 일행에게 국왕을 위협한다고 호통쳤다가 김옥균의 명령을 받은 장정이 휘두른 몽둥이로 타살당했다.
12월 4일 저녁 11시경 개화파는 국왕의 소명이라 하여 대신들에게 소집을 명했고, 이에 따라 입시하려던 후영사(後營使) 윤태준(尹泰駿)·전영사(前營使) 한규직(韓圭稷)·좌영사(左營使) 이조연(李祖淵)을 타살하고, 이어 판돈녕부사 겸 해방총관(海防總管) 민영목, 의정부좌찬성인 민태호, 지중추부사 조영하 등의 사대당 일파를 창덕궁 궐문 앞에서 차례로 타살 또는 총격을 가해 죽였다. 이 때 정난교 등 사관생도들은 서재필 등의 지휘하에 도성 주변 인가와 숲에 불을 지르고, 대궐을 점령한 이후 나머지 수구파 및 척신 대신들을 처단하는 역할을 담당하였다.
이 중 민태호는 민겸호, 민승호, 민규호가 죽은 뒤 민씨 척신 세력의 거두가 되었고, 순종비 순명효황후의 친정아버지였고, 민영목은 나이는 많았지만 명성황후의 11촌 조카였으며, 조영하는 익종비 신정왕후의 5촌 조카였다.
정변에 성공한 개화파는 민씨 세력을 제거한 뒤 그 동안 민씨 정권에게 소외되어 왔던 왕실 인사로 조선 고종의 사촌 형인 이재선(李載先)을 12월 5일 자정, 궁으로 불러들여 부패관료와 척신 세력을 제거하고 새 정부를 구성할 것이니 협력해줄 것을 요청하며, 왕실과 연합정부 구성을 제안하였다. 개화파와 왕실은 새정부의 각료 선정에 착수하였으며, 미국 공사관을 비롯, 각국 공사관에도 정변 소식을 전달하고 지지를 요청하였다.

#### 거사 직후
다음날 12월 5일(음력 10월 18일)에 다시 창덕궁으로 돌아와서 독립당은 각국 공사 및 영사에게 신정부의 수립을 통고하는 한편 개화파들은 인사를 발표하여 영의정에 이재원·좌의정에 이재선·병조판서에 이재완(李載完) 등 고종의 근친과 우의정에 홍영식·형조판서에 윤웅렬·호조참판에 김옥균·전후양영사(前後兩營使) 겸 한성판윤(漢城判尹)에 박영효·이조판서 겸 홍문관제학에 신기선(申箕善)·좌우(左右) 양영사 겸 서리외무독판에 서광범·외무아문참의에 윤치호, 승정원도승지에는 박영교(朴泳敎) 등 개화파를 임명하였고, 갑신정변의 전위대로 나서 공을 세운 서재필은 병조참판 겸 정령관으로 임명하여 정부의 군사권과 재정권을 장악하였다. 그밖에 온건 개화파로 정변에 반대하지 않던 김홍집을 한성부 판윤으로, 김윤식(金允植)을 예조판서로 임명하였다.
그밖에 왕실과 가까운 일부 인사와도 제휴, 헌종의 계비 효정왕후의 조카인 홍순형(洪淳馨)을 공조판서로 임명하고, 흥선대원군 계열과도 일부 교섭하여 대원군의 장남 이재면(李載冕)을 의정부좌찬성 겸 우참찬에 임명하였다. 급진 개화파 만으로는 힘들다고 본 이들은 온건 개화파 일부와 손잡고 왕실과도 손을 잡았다. 신 정부 각료의 구성은 개화파와 국왕 종친의 연립 내각으로 결정했다. 일부 반발이 있자 개화파 지도부는 새 정부를 튼튼히 하기 위하여 임시적이라도 종친을 중용하지 않을 수 없다고 하였다.
그러나 정변 직후 민중들은 이에 호응하는 움직임이 거의 없었다. 일본은 조선에 침투하는 한 방법으로 늘 내정 개혁을 외쳤다. 민중은 개화파의 근대화 정책이 일본의 그것과 다르지 않다고 생각했다. 급진 개화파는 급진 개화파 대로 거사를 서둘렀기 때문에 준비를 갖추지 못했다. 거사의 구성원인 서재필, 서재창 등은 모의가 진행 중이던 그해 7월에 일본에서 유학을 마치고 귀국하였고, 이들이 믿고 있던 조련국의 병력은 하나의 세력을 구성하기 어려웠다. 또한, 갑작스럽게 일을 추진하면서 급진 개화파는 거사와 민심 동요, 사태 수습 등에 쓸 자금을 사전에 충분히 마련하지 못하였다. 또한 온건 개화파를 적으로 돌렸고, 척신 세력이나 수구파 대신, 혹은 남인 등 타 정파의 인물을 포섭하지 못한 것도 세력 확장에 장해물이 되었다.
당시 서울의 상인·빈민들은 개화파에 강한 적대감마저 품고 있었다. 자신의 생활기반을 위협해오는 일본에 밀착된 개화파가 좋게 보일 리 없었다. 또한 일본인들과 서양인들이 침투해서 조선인들을 죽이고 잡아먹는다, 아녀자를 노리개감으로 삼는다는 유언비어들이 상당히 퍼져 있어 개화파에 대한 반감은 가속화되었다. 개화파의 정책을 지지하는 이는 북학파 출신이었던 일부 유학자들과 일부 외교관과 청나라, 만주, 일본, 월남 등에 사절로 다녀온 일부 통역관과 수행원들이 고작이었다.

#### 민씨 정권과 청나라의 내통
정변 직후 입궐하다가 달아난 민씨 세력은 왕비와 비밀리에 연락하였고, 민씨 정권의 인사들은 청나라에 도움을 청했다. 불바다가 된 도성과 개화당의 갑작스러운 정변에 놀란 청나라 측은 부상당한 민영익을 보고 사태가 발생했음을 확인, 12월 5일 아침 일찍 개화당의 지지자로 위장한 심상훈(沈相薰)을 경우궁으로 들여보내 왕비와 연락을 취하도록 하고 병력 파견을 허락할 것을 제의했다.
이로써 청나라 군의 계획을 알게 된 민비는 청군에게 지원 요청을 했다. 이어 민비는 고종에게 갑자기 경우궁이 좁아 생활하기 불편하다는 이유로 창덕궁으로 다시 환궁하자고 했고, 고종도 이를 지지하였다.
김옥균은 창덕궁은 너무 넓어 개화파가 이끄는 소수의 병력으로는 미구에 닥칠 역적들에게서 방어하기 극히 불리하다며 안정될 때까지는 반대한다는 의사를 보였다. 그러나 결국 고종의 명에 거역할 수 없어 고심하다가, 경우궁 옆의 이재원의 집인 계동궁(桂洞宮)으로 국왕과 왕비의 거처를 옮겼다. 이재원의 집은 수빈 박씨의 사당인 경우궁보다는 넓었으나 궁궐보다는 규모가 적은 관계로 개화파의 소수 병력으로도 창덕궁보다는 쉽게 방어할 수 있는 곳이었다.
그러나 계동궁에서도 민비는 계속해서 창덕궁 환궁을 요구하였고, 왕비의 부탁에 고종은 창덕궁으로 가자고 했다. 김옥균은 병력이 소수임을 들어 방어에 불리하다며 단호히 이를 거절했다. 그런데 일본 공사 다케조에 신이치로는 일본군 병력이면 청나라군의 공격도 쉽게 물리칠 수 있다고 장담하면서 이를 받아들였다. 1884년(고종 21년) 12월 5일 오후 5시 고종과 왕비 일행은 창덕궁으로 환궁하였다.

#### 혁신 정강 발표
갑신정변 이후 개화파는 혁신 정강을 논의하였고 고종이 계동궁에서 창덕궁으로 옮긴 12월 5일 저녁, 진선문(進善門) 안방에 승정원을 설치하고, 김옥균의 주도하에 좌의정 이재원, 우의정 홍영식, 서리독판교섭통상사무 서광범, 병조판서 이재완, 좌우영사 박영효, 병조참판 서재필, 호조참판 김옥균, 승정원 도승지 박영교 등이 비상회의를 열고 개혁안을 최종적으로 수정, 논의하였다. 이때 결의된 것을 승정원우승지 신기선으로 하여금 청서하게 하여 홍영식이 국왕에게 상주하였다.
12월 5일 자정, 권력을 장악한 개화당의 소임 분담은 개화당 대표로 좌의정이 된 홍영식을 정하고, 김옥균은 재정과 예산을, 군사는 박영효와 서재필이 분담하고, 법률과 형벌은 윤웅렬이 맡으며, 외교는 서광범과 김윤식, 윤치호가 맡되 김홍집이 협력하고, 국왕을 가까이에서 수행하는 것은 박영교가 담당하도록 하였다.
12월 6일 날이 밝자, 개화파는 정강 정책을 발표했다. 그 중 14개조가 전해지고 있는데, 주요 내용은 청과의 사대관계 단절, 문벌과 양반 제도 폐지, 지조법 개정과 재정기관의 일원화, 보부상 단체인 혜상공국(惠商工局) 폐지 등이다. 3일만에 정변이 수포로 돌아가고 고종의 조서는 바로 폐기되어 본래 이들이 내놓은 개혁 정강의 수는 정확히 알 수는 없으나 이들의 개혁 시책 중 14개 조항이 김옥균의 일기인 《갑신일록》에 전하고 있다.
혁신 정강의 조항은 상당히 많아 일본인의 기록에는 80여 개 조항에 달했다고 하나 김옥균의 《갑신일록》에는 그 중 14개 조항만이 전한다. 《갑신일록》에 따르면 그 내용은 다음과 같다.

1. 대원군을 즉각 환국케 하고 청나라에 대한 사대, 조공 허례를 폐지할 것.
2. 문벌을 폐지하고 인민평등권을 제정하고, 실력과 재능에 의해 인재를 등용할 것.
3. 전국의  지조법을 개혁하여 간리(奸吏, 간사한 관리)와 탐관오리들을 근절하고 궁민(窮民)을 구제하며 국가재정을 충실히 할 것.
4. 내시부를 폐지하고 재능 있는 자만을 등용할 것.
5. 전후 국가에 해독을 끼친 간리(간사한 관리)와 탐관오리 가운데 현저한 자를 처벌할 것.
6. 각 도의 환상미(還上米)는 영구히 폐지할 것
7. 규장각을 폐지할 것.
8. 시급히 순사를 설치하여 도적을 방지할 것.
9. 혜상공국을 폐지할 것.
10. 전후의 시기에 유배 또는 금고된 죄인을 다시 조사하여 죄의 경중을 묻고, 무고한 죄인은 석방시킬 것.
11. 4영을 합하여 1영으로 하고, 영 가운데서 장정을 뽑아 근위대를 급히 설치할 것. 육군 대장은 왕세자로 임명할 것.
12. 일체의 국가재정은 호조(戶曹)에서 관할하고 그 밖의 중앙 재무관청은 금지, 혁파할 것.
13. 대신과 참찬은 매일 의정부에서 회의하고 정령(政令)을 의정, 시행할 것.
14. 의정부, 6조 외에 불필요한 관청을 혁파하고, 대신과 참찬으로 하여금 이것을 심의 처리하도록 할 것.

개화파는 집권 직후 임오군란과 각종 문제의 원인이 된 방납과 선혜청을 폐지하려 하였지만 고종이 쉽게 허락하지 않아 폐지하지 못했다. 이들의 개혁안 중 하나인 청나라와의 사대관계 단절에는 공감하는 이들이 있었지만, 문벌과 양반 등 신분제도 폐지와 과거 제도 폐지 조항은 많은 양반들과 과거를 통해 나도 과거에 응시할 수 있다는 믿음을 버리지 못한 지방 유생들의 반발을 사게 되었다.
규장각을 폐지하자는 주장은 개화파에게 내심 동조하고 있었던 북학파 출신 지식인과 중인 계층에게도 반감을 사게 된다. 그러나 민씨 정권은 비밀리에 청나라에게 도움을 청할 것을 주장한다.

#### 청나라 군대의 개입과 실패
12월 6일 오후 3시경, 고종이 혁신 정강을 결재하고 개혁 정치 실시 조서를 내릴 무렵, 청나라군은 흉도들에게 납치된 왕과 왕비를 구한다는 포고령을 내린 뒤, 마침내 1,500명의 병력을 두 개의 부대로 나누어 창덕궁의 돈화문과 선인문으로 각각 공격하여 들어왔다.
창덕궁으로 돌아온 고종은 6일 오후 3시, 혁신정치를 천명하는 조서를 내렸다. 바로 그 때 청나라군이 쏜 포탄이 천지를 진동시켰다. 그러나 명성황후 측에서 12월 5일 벌써 청나라 총독 위안 스카이(袁世凱, 원세개)에게 편지를 보내 개입을 요청함으로써, 위안 스카이는 서울에 남아 있던 1,500여 명의 군사를 이끌고 진입했다. 혁신정강 14조를 공포하기도 전에 청나라와 조선 연합군 군사 1,600명이 갑신정변을 진압하기 위해 출동하여 창덕궁을 공격하였으며, 6일 오후에는 창덕궁과 창경궁 후원 일대에서 호위 중인 일본군 병사와 싸웠다. 외위를 담당한 친군영 전후영을 담당하는 박영효의 군대는 청나라군과 응전하였으나, 수십 명의 전사자를 내고 중과부적으로 패퇴하여 흩어져 버렸다. 중위를 담당한 일본군은 제대로 전투도 하지 않고 철병하여 버렸다. 5백 명의 군사를 동원하기로 한 함경남도병마사 윤웅렬 역시 1백 명도 안되는 남병영 군사를 이끌고 왔으므로 쉽게 밀리고 말았다.
이어서 청나라군이 궁궐로 쏟아져 들어왔다. 일본공사 다케조에는 사태가 불리해지자 재빨리 군대를 철수, 돌아가버렸다. 청나라 군대 1,500명을 맞아 싸울 수 있었던 개화파의 군사는 사관생도를 중심으로 한 150명에 불과하였고, 개화파를 군사적으로 도와주기로 약속한 다케조에 공사의 일본 군대도 쉽게 퇴각해 버렸다. 고종은 박영효·김옥균 등의 만류에도 불구하고 명성황후가 있는 북관묘(北關廟)로 돌아갔다.
창덕궁의 넓은 지역에서 개화당의 50명의 장사와 사관생도로 편성된 내위만으로는 넓은 평지에서 1,500명의 청나라군을 대항할 수 없어 패퇴하고 만다. 그리고 개화파들은 쉽게 무너졌다. 박영효의 형 박영교, 홍영식은 끝까지 왕의 곁에 남아있다가 청군에 의해 목숨을 잃었다. 개화파 정권은 3일천하로 끝이 났다. 그들의 혁신 정강과 왕이 내리려던 조서 또한 휴지가 되어 사라졌다.

### 실패 직후
홍영식과 박영효의 형 박영교는 고종을 북관종묘까지 호위하다가 청군에게 죽었다. 김옥균, 박영효, 서광범, 서재필, 변수(邊樹), 정난교, 신응희, 유혁로, 이규완은 창덕궁 북문으로 빠져나가 옷을 변복하고 인천주재 일본 영사관 직원 고바야시의 주선으로 제일은행지점장 기노시타의 집에 은신하였다. 그러나 묄렌도르프가 추격대대대를 이끌고 오자, 기노시타는 이를 알렸고 김옥균, 박영효, 서광범, 서재필, 변수 등은 일본 옷으로 갈아입고 인천 제물포항에 정박중이던 일본 선박 지도세마루 호에 잠입했다. 이들을 추격한 묄렌도르프는 승선하려던 주조선 일본 공사 다케조에 신이치로에게 숨은 자들을 내놓을 것을 요구, 다케조에는 김옥균 일행에게 배에서 내릴 것을 독촉했다. 그러나 다케조에 신이치로의 말 바꾸기에 분노한 지도세마루(千歲丸) 호의 일본인 선장 쓰지 가쓰자부로(辻勝三郞)는 다케조에의 무책임함을 추궁, 내줄 수 없음을 천명하고, 묄렌도르프에게 그런 사람들은 온 적이 없다고 했다. 묄렌도르프 역시 조선의 외교고문이므로 일본의 선박은 함부로 수색할 수 없어 퇴각했다. 이로서 김옥균, 박영효 외 7인은 쓰지 선장의 기지에서 기적적으로 목숨을 구하고 일본으로 망명한다.
생존한 갑신정변 주역들은 후퇴하는 일본 병사를 따라 일본 공사관으로 피신해 있다가 인천항의 지도세마루 호를 통하여 일본으로 망명하였다. 이날 일본 공사관은 조선 병사와 난민의 습격을 받아 수명의 일본 사람이 학살당하였고, 갑신정변 직후 조선 정부는 이 사건을 역모로 규정하였고, 갑신정변 주모자들을 대역죄인으로 공표하고 서재창·이희정·김봉균·신중모·이창규·이윤상·오창모·차홍식·남흥철·고흥종·이점돌·최영식을 처형하였다. 국내에 남은 다른 개화파들은 민비 척신 세력에 의하여 철저히 색출되어 수십 명이 피살되고, 개화당은 몰락하였다.
관련자로 지목된 김옥균의 처는 관노가 되기 전에 딸과 함께 음독 자결하였고, 서재필의 아버지 서광효 내외와 맏형 등은 음독 자결하였다. 박영효의 아버지 박원양은 판서직에서 해임된 뒤 투옥, 옥사하였다. 김구의 백범일지에 의하면 박원양은 감옥에서 거적(볏짚)을 뜯어먹다가 굶어서 아사했다 한다.
이후 박정양은 관직에서 물러났고, 이상재는 주동자는 아니었으나 우정국의 직원으로 박정양의 후원 하에 개화파 정치인으로 활약한 점과 홍영식과의 친분 관계를 이유로 스스로 사직하고 낙향한다.

### 실패의 원인
갑신정변이 실패한 원인은 우선 개화파 자체가 민중세계에 뿌리 내리지 못했다는 점에서 찾을 수 있다. 또한 턱없이 부족한 준비기간에다 군사자금의 부족 역시 이들의 거사 실패의 원인이 되었다. 또한 갑신정변을 주도한 개화파들이 지향할 수 있었던 경제체제는 자본주의 경제체제였음에도 불구하고 그 실현을 위한 적극적인 대안을 제시할 수 없었던 점이 실패의 요인이 되었다.
이때 처형된 이가 약 600여 명에 달했다고 한다. 윤효정은 '개화당의 박영효, 김옥균이 일본으로 망명하고 사대당의 한반도 천하기로 변화되면서 개화 소장파 570명이 교수대의 이슬로 사라지자 유길준은 그저 망연할 뿐이었다.' 한다. 한편 고종의 소환령을 듣고 귀국하던 유길준은 귀국 직전 일본에 들러 그는 김옥균, 박영효, 박중양을 만났는데 한성부에 돌아오자 마자 체포되어 구금되었다. 귀국 직후 유길준은 박영효와 김옥균의 은신처를 자백하라며 고문을 당했지만 만난 적이 없다고 부인하였다. 그는 갑신정변에 연루되어 체포, 구금되었다. 정변 관련자인 김옥균, 서재필, 윤치호, 홍영식 등과 친하다는 죄목이었다. 감옥살이는 면하였지만 그는 포도대장 한규설의 집에 감금되었다.
유길준은 즉시 일본으로 건너가려고 했으나 포도대장이 왕명을 사칭, 집으로 불러 그를 암살하려고 했다. 그러나 그는 조금도 개의치 않고 태연하게 잠을 청했는데, 이때 조강하, 이교익이 백방으로 그를 비호하고 나서 죽음만은 면하고 백록동에 감금되었다.

### 의의
한국 민족이 개혁을 단행하기에 적절한 시기에 나서서 중세 봉건 국가체제를 청산하고, 신분제도의 철폐를 주장하고 부패의 요인을 제거, 부강한 근대국가를 건설하려 한 적극적인 자주 근대화 운동이었다는 시각이 있다.
개화파는 12월 5일 발표한 새 정강에서 구체화된 개화파의 개혁 구상을 발표하였다. 그들은 대외적으로 고대 이후 중국에 반 속국화된 사대교린의 종속적 관계를 청산하고 자주독립국화 하려 했다. 정치적으로는 조선 왕조의 왕실 중심 전제주의 정치체제를 입헌군주제로 바꾸려 하되 왕실의 협력을 구하려 하였다. 갑신정변은 청나라에 대한 사대행위 근절을 목표로 했는데, 이는 당시까지 중국 역대 왕조의 고려, 조선 속방화 정책에 대한 과감한 저항의 형태로서 일종의 독립운동의 시발점으로 본다.
또한 정강의 하나에서도 발표하였듯 문벌을 폐지하고 인민 평등권을 제정하여 중세적 신분제를 청산하려 하였다. 그러나 신분제도를 완전히 철폐하는 것과 여성의 참정권을 주장하는 데에까지는 나가지 못했다.
경제적인 면에서는 개화파들이 지주전호제를 유지하는 선에서 국가재정을 강화하려고 지조법의 개혁만을 내세웠다. 이는 종래의 지주제를 인정하되, 세제 개혁의 차원에서만 토지문제를 해결하려 함으로써, 당시 반(反) 봉건 운동에 참여할 수 있는 우호 세력인 민중의 공감대를 이끌어내지 못했다는 한계를 가져왔다.

## 개화파의 이동로
12월 4일 우정국을 출발한 개화파의 군사들은 재동과 교동 사거리를 지나 일본 공사관 앞 사거리를 지난 뒤 창덕궁내로 진입, 창덕궁 대조전에 있던 고종과 민비 내외를 궁내 선정전을 거쳐 인정전까지 수행했다가 다시 12월 5일 자정 경, 창덕궁밖 수빈 박씨의 사당인 경우궁에 도착하고 바로 근처 일본 공사관에 사람을 보내 병력을 요청하였다.
12월 7일 청나라 군사들의 침투로 퇴각한 개화당은 끝까지 고종과 민비를 지키다가 죽은 홍영식, 박영교 외에 계동궁을 탈출해서 창덕궁내 관물헌 또는 연경당에서 변복하고 창덕궁 북문으로 빠져나간 뒤 취운정을 거쳐 재동, 교동으로 탈출하여 인천항으로 도주하였다.
거사 장소인 창덕궁과 경우궁의 서편, 종로우정국의 북편 길 건너편은 안동(안국동)으로 부르며 서광범의 집과 박규수, 홍영식의 집이 있었고, 유대치의 집, 김옥균의 집, 서재필 양아버지 집, 윤웅렬·윤치호의 집이 있었다. 김옥균의 집과 서재필 양부의 집은 가장 북쪽에 붙어 있었다.

## 정부의 대응
갑신정변 때 궁중을 습격한 개화 세력이 정권을 장악하였으나 청나라군에 의해 밀려남으로써 왕권은 크게 실추되었다. 뿐만 아니라 청나라와 일본이 이 변란을 계기로 조선에 진주해 세력 다툼을 벌여 조선의 자주권에 치명적인 손상을 입게 되었다. 민씨 정권에서 청나라 군을 끌어들여 개화파를 진압하자, 일본은 일본대로 청나라가 조선을 무력으로 점령한다는 이유를 내세워 조선에 병력을 대대적으로 파견하였다.
갑신정변을 청나라군의 도움으로 진압한 민씨정권은 1884년 12월말 예조참판 서상우(徐相雨)를 특차전권대신으로 임명, 일본에 보내 일본 측이 정변에 관여 내지는 지원한 사실을 문책하는 한편 일본으로 망명한 김옥균(金玉均)의 송환을 요구했다. 조선측의 문책이 계속되자, 일본에서는 오히려 갑신정변 직후, 일본공사관이 불타고 공사관 서기관 등이 살해당한 것을 이유로 조선에 역문책을 가해 왔다.

## 결과와 영향
갑신정변을 거치면서 사대당 정부는 더욱 보수적이 되었고 조선에서 청의 세력이 강대해진 가운데 청·일 두 나라의 조선 쟁탈전은 더욱 격화되었으며, 일본의 조선 침략이 본격화하기에 이르렀다.
갑신정변을 주도한 이들은 14개조의 개혁요강을 내세우는 등 개화·개혁의 순수성도 있었다. 하지만 본질적으로는 그들이 사대당으로 매도한 이들이 단순히 청나라와 친하자는 세력인지 무조건적 청나라에 사대하자는 세력인지에 대해서는 다른 의견이 있으며, 또한 개화파도 철저하게 일본의 힘을 빌려 집권하려는 친일 사대정신을 바탕에 깔고 있었다. 따라서 이 사건은 일본으로 하여금 조선에 대해 내정간섭을 하게 한 구실을 만들었고, 나아가 청나라의 조선 간섭을 심화시켰다.
게다가 갑신정변을 선동한 일본은 이듬해인 1885년 4월 18일 톈진 조약을 맺고 청·일 양군의 공동 철병을 의정했다. 작게는 일본 병사 150명을 철수함으로써 청나라 병사 3천 명을 철병하는 성과를 이루었고, 크게는 조선에 대한 일본의 경제 침략을 더욱 가속화하여 1886년 한양에는 외국 상인은 오로지 일본 상인만 남게 되었다.
1884년 12월 말 조선 정부에서는 예조참판 서상우(徐相雨)를 특차전권대신으로 보내 정변 지원을 추궁하고 김옥균을 내놓을 것을 요구했다. 이후 여러 차례 서신과 특차대신을 보내 같은 주장을 반복하였다. 한편 정변이 실패한 후 일본측이 갑신정변을 배후조종했다는 이유로 일본공사관은 불에 타고, 공사관을 지키던 서기관 등이 살해되었다. 이를 빌미로 일본측은 공사관이 불타고 공사관 직원과 거류민이 희생된 사실에 대한 책임을 조선정부에 묻고 배상을 요구하고, 조선정부의 사죄와 공사관 소각에 대한 배상금 지불, 희생자에 대한 구휼금 지급을 요구하였다(한성조약).

### 전후 보상 문제와 후속 조치
일본은 갑신정변 직후 일본으로 피신했던 주한 일본공사 다케조에 신이치로를 다시 조선으로 파견하여 회담을 하였다. 조선 측 회담 대표인 전권대사 외무독판 조병호(趙秉鎬)와 접촉했으나 일본측의 요구를 조선 조정에서는 수용하지 않았다. 일본은 즉시 외무대신 이노우에 가오루(井上聲)를 전권대사로 임명하고, 이노우에 가오루가 이끄는 일본군 육·해군 2개 대대, 군함 7척을 이끌고 인천에 도착했다. 1885년 1월 2일 일본 전권대사 이노우에는 일본 육군을 이끌고 인천을 통해 한성부로 들어와, 당시 의정부좌의정이자 전권대사인 김홍집과 협상을 시도하였다.
그 결과 1885년(고종 22년) 1월 9일 김홍집과 이노우에 사이에 전문 5개 조의 한성 조약(漢城條約)이 체결되었다. 한성 조약의 내용 중에는 일본에 대한 조선 정부의 사과와 사망자 및 기물 손괴 배상금 10만 원 지급, 일본 공사관 수축비 부담 등이 포함되어 있었다. 이 조약에 의해 조선은 일본 정부에 사과를 표명하고, 희생자와 각종 피해에 대한 보상금 10만 원을 지불하고, 한성에 일본 공사관을 새로 건축하는 비용 상당액을 조선 정부에서 부담하게 되었다.
또, 청나라군대의 개입이 문제되어 일본은 청나라측에 청ㆍ일 양국은 조선에서의 양국 군대의 철수할 것, 장래 조선에 변란 등이 일어나서 청ㆍ일 어느 한쪽이 파병할 때에는 그 사실을 상대방 국가에 알리고 출병할 것 등을 내용으로 하는 톈진조약을 체결하는 원인이 된다.

### 다년간 우편 서비스의 중단
1884년 12월 4일 우정국의 개업을 알리기 위한 축하연을 베푸는 자리에서 갑신정변이 일어나 고종의 교지에 의해 운영 20일 만인 12월 8일에 우정국이 폐지된다. 그 후 1895년 근대적 우편제도의 실시가 중단된 지 10년 반이 지나서 우체사의 설치로 말미암아 우편사업이 재개된다.

### 주요 인물의 망명생활
망명한 갑신정변 주역들은 일본에서 냉대를 받았다. 조선 정부가 갑신정변에 다케조에 공사가 연루된 점을 항의하자, 일본은 갑신정변 주역을 조선으로 송환할 것을 비밀리에 추진하고 있었다. 이런 상황을 전해들은 갑신정변 주역은 일본도 안전하지 못하다고 판단하고, 일본에 많은 지인을 두고 있던 김옥균을 제외하고, 박영효를 비롯한 서광범, 서재필은 다시 미국으로 망명하였다. 1885년 5월 샌프란시스코에 도착한 이들은 각자의 살 길을 향해 뿔뿔이 흩어졌다.
그 와중에 김옥균은 암살되었고, 서광범과 임은명(林殷明)은 병사했으며, 살아남은 류혁로를 비롯한 박영효, 신응희, 이규완, 정란교 등은 단순한 개화파에서 친일 개화파로 변신하게 된다. 엘리트, 지식인들이 중심이 되어 나라를 구하고 백성들을 계몽해야 된다는 사상은 이후로도 수많은 지식인, 엘리트, 관료들, 계몽주의 성향 학자들에게 영감을 주었다.

### 대규모 연좌제 적용 문제
갑신정변 주역은 역적으로 몰렸고 서재필의 가족들은 모두 살해당하였다. 갑신정변은 사육신 사건 이후로 대규모의 연좌제가 적용되었다. 이미 시집간 딸이나 고모에 한해서는 사육신 사건때와 마찬가지로 연좌시키지 않았다. 다만 사육신 사건과 다른 점은 갑신정변은 당사자들의 외가집과 처가에는 연좌제를 적용하지 않았다는 점이다.
김옥균의 생부 김병태는 즉시 충청남도 천안군 감옥에 투옥되었다가 옥사하고, 동생 김각균(金珏均)은 대구 감영에 투옥되었다가 옥사하였다. 생모 송씨와 여동생은 독약을 먹고 자살하고 아내 유씨부인은 7세된 딸과 함께 충청남도 옥천군의 노비로 분배된다. 살아남은 그의 첩 송씨는 옥중에서 음행을 하였다고 한다.
홍영식의 아버지 홍순목 내외는 사랑채에서 독약을 먹고 조용히 자결하였다. 1884년 12월 17일 부친 홍순목과 형 홍만식은 모든 관직에서 삭탈되었다. 그날 부친 홍순목의 명령에 따라 일가 20여 명은 독약을 받고 집단 자살하고, 홍만식은 스스로 자수해서 살아남았으나, 1년이나 복역했다. 몰수된 홍영식의 집은 서양식 의료기관이었던 제중원 부지와 건물로 사용되었다.
한성부 감옥에 투옥된 서광범의 아버지 서상익은 8년간 수감생활을 하던 중 아사했다. 매천야록에 의하면 서광범의 아버지 서상익은 감옥에 수감되어 있었으나 그는 자기가 무슨 죄로 수감되어 있는지도 모르고 날마다 돼지가 먹던 음식찌꺼기를 먹고살다가 죽었다고 한다. 서광범의 아내 김씨는 옥중에서 절개를 지켜 1894년 이후 다시 서광범을 만났다.
미처 피신하지 못한 박영효의 어머니는 처형당하였고, 아버지 박원양은 투옥된다. 박영효의 아버지 박원양(朴元陽)은 장손이자 박영교의 장남인 손자를 죽이고 자결을 시도했으나 바로 들이닥친 의금부 나졸들에 의해 체포되었던 것이다. 그해 11월 이조(吏曹)의 탄핵으로 아버지인 대호군(大護軍) 박원양, 형 사사(司事) 박영호(朴泳好)는 삭탈관직당한다.
아버지 박원양은 감옥에 갇혔다가 며칠간 굶고, 비참하게 아사하였다. 김구의 백범일지나 조병옥의 나의 회고록에 의하면 박원양은 감옥에서 섬거적(볏짚으로 만든 거적)을 뜯어 먹다가 굶어죽었다고 기록해 놨다. 박영효의 가족들은 모두 처형당했는데, 일찍 이일영에게 시집간 큰 누나와 김철현에게 시집간 둘째 누나는 출가외인이라 하여 죽음을 모면했고, 관비가 되는 것을 모면했다. 둘째 형 박영호는 일본 공사관에 피신하여 극적으로 목숨을 건졌고, 박영교의 아들 중 박태서(朴泰緖) 등만이 유모의 손에 의해 구출되어 피신, 극적으로 목숨을 구한다.
서재필의 생부 서광효는 옥중에서 절곡 끝에 '만일 관노사령배가 문전에 오거든 잡혀가서 욕을 당하느니보다는 차라리 자결하라.'는 유서를 남기고 자결하였다. 맏형 서재춘은 독약을 먹고 자살하였고, 둘째 형 서재형은 관군에 의해 살해당했다. 관노사령들이 화석이 앞길에 나타난 것을 보고 시어머니와 며느리는 마주보고 앉아 독약을 마셨다. 그러나 시어머니는 사망했지만 며느리는 못다 죽어 대청 대들보에 목을 매어 죽었다. 그러나 서재필의 생모 성주이씨나 부인 광산김씨는 바로 죽지 않고 노비로 끌려갔다가 1885년 1월에 자살했다는 설도 있다. 또한 그의 서모 역시 관비로 끌려갔고 이복 동생들 역시 죽임을 당했다. 종로방 화동 1번지에 있던 그의 집은 김옥균의 집과 인접해 있었는데, 김옥균의 집과 서재필의 집터는 조정에 의해 몰수당한 뒤 후일 관립한성고등학교의 부지가 된다.
군대에 있던 그의 동생 서재창(徐載昌) 역시 처형당하였다. 서재창은 1884년 19세에 사직동에 살던 보국숭록대부를 지낸 서상우(徐相雨)의 양손자로 입양되었다. 그런데 생가의 둘째 형이 서재필이라 연좌되었다. 서재창은 연좌제로 처형당하는 것을 피하기 위해 상노를 앞세우고 도주하던 중 붙잡혀 의금부로 끌려갔다가 처형당했다. 이미 시집간 큰 누나는 이미 출가외인이라 하여 화를 면할 수 있었다. 여동생 서기석은 구사일생으로 살아나 누군가의 도움으로 함경도로 피신했다. 이후 서기석은 이름과 신분을 숨기고 살다가 후에 이씨 성을 가진 평민과 결혼했다. 그의 양가(養家)에도 화가 미쳐 그의 양아버지이자 재종숙인 서광하는 재산을 몰수당하고 노비로 전락하였다.
서재필의 일가족이 몰살당한 소식이 외가인 보성군 문덕면 가내마을에 전해지자 그의 외삼촌들, 외사촌들 등 그의 외가 친척들은 약사발을 든 금부도사나 포졸들이 나타나지 않나 하고 문덕마을 어귀를 수시로 내다보며 오랫동안 전전긍긍했다 한다. 비통한 소식을 해외에서 접한 서재필은 가슴을 쥐어 뜯으며 분노와 슬픔에 치를 떨었다. 서재필과 평소 가까이 지냈다는 이유로 그의 친구들 역시 투옥, 심한 고문을 당했다.

## 평가와 비판
개혁적인 성향의 관료와 지식인, 청년층의 주도로 일어난 계몽성 혁명이라는 긍정과 민중의 지지기반이 취약한 점과 준비 미숙으로 실패했다는 비판이 양립하고 있다. 한편 '개화파의 사상적 미숙함에도 불구하고 갑신정변은 그 지향으로 보아 우리나라 최초의 근대적 개혁운동이라고 할 수 있다'는 평가도 있다. 한국사에서 정치세력으로서 근대적 개혁문제를 최초로 제기한 것은 개화파였다는 평가도 있다.
박은식은 자신의 저서 《한국독립운동지혈사 韓國獨立運動之血史》의 제1장 '갑신독립당의 혁명실패'에서 갑신정변을 혁명으로 규정하였으며, '갑신독립당의 혁명실패'를 한국의 독립운동의 시발점으로 규정하였다.
학자들은 갑신정변이 일부 관료들과 지식인들의 주도로 일어난 거사이며, 민중들의 폭넓은 지지를 얻지 못한 것을 최대의 단점으로 비판했다. '갑신정변이 실패한 가장 큰 원인은 민중의 지지를 받지 못한 데 있다. 급진 개화파는 농민이나 상인의 지지를 얻으려는 어떤 구체적 노력도 기울이지 않았다. 또 하나, 외세에 대한 인식 부족을 들 수 있다. 개화파는 반청 의식만 강했을 뿐, 외세, 특히 일본의 침략 의도를 제대로 알아차리지 못했다. 문명개화는 곧 일본화라고 생각하여 일본을 모델로 삼는 데 그친 것이다.'고 지적했다.
서재필도 정변의 실패 이유로 그와 같은 견해를 제시하였다. 나중에 서재필은 스스로 갑신정변을 회고하면서 갑신정변이 실패할 수밖에 없었던 두 가지 이유를 지적하였는데, 첫 번째는 개화파들이 일반 민중의 지지를 받지 못했다는 점이고, 두 번째는 외세, 특히 일본을 너무 쉽게 믿고 의존하였다는 점이다. 윤치호, 유길준, 박중양 등은 정변 실패에 대해 민중들이 혁명을 이해할 만큼의 지적 수준이 되지 못했기 때문이라고 봤다.
1950년대 조선민주주의인민공화국의 역사학에서는 갑신정변을 봉건체제를 전복하고자 했던 서양의 부르주아 혁명에 비견된다고 평가했다.

## 김옥균 암살 사건

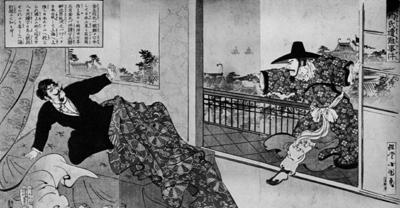
김옥균 암살 당시 일본의 어느 신문사에 실린 기사와 삽화

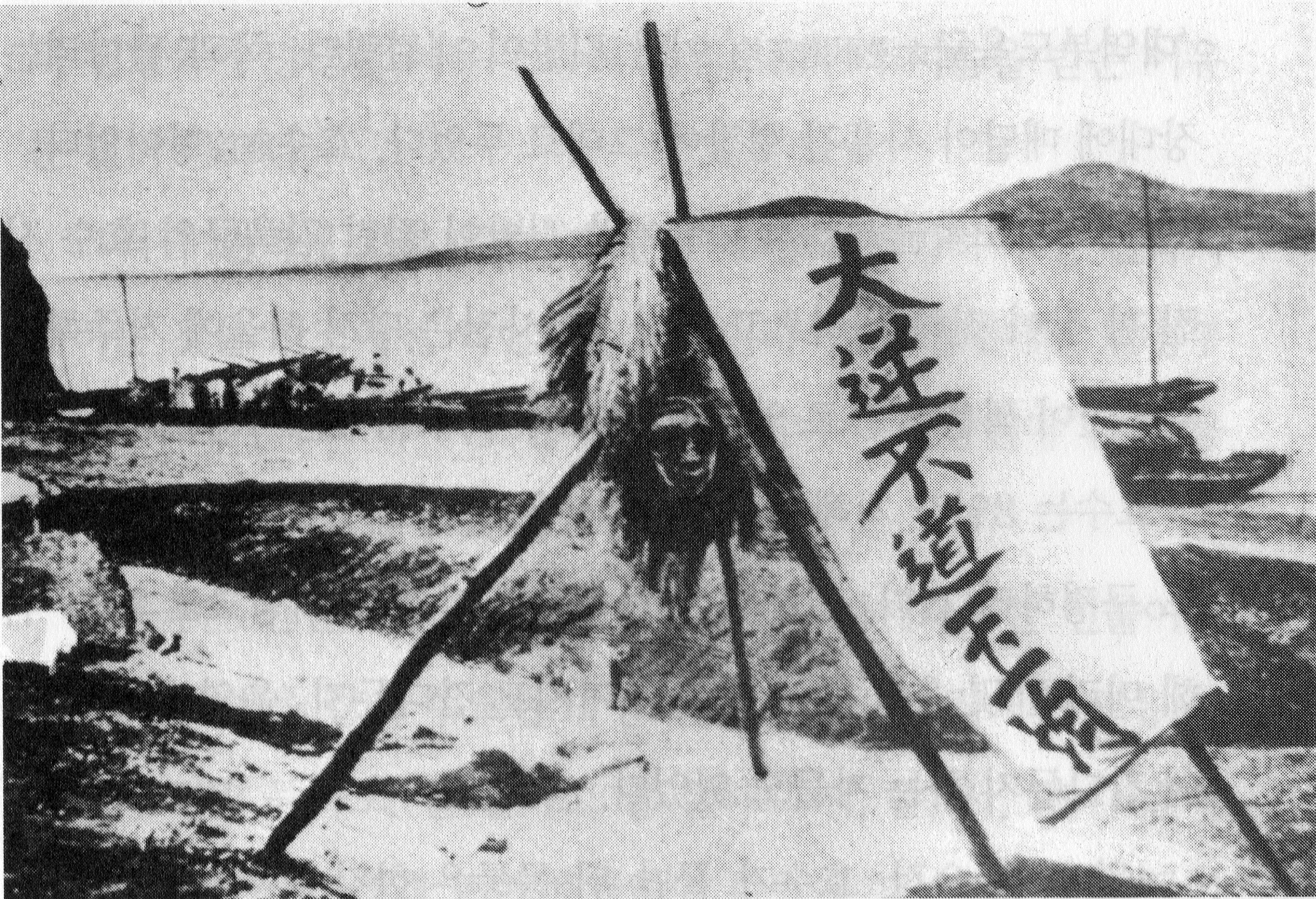
효수되어 한성부 저잣거리에 내걸린 김옥균의 수급

조선 조정에서는 여러 차례 김옥균을 암살하려 자객을 파견했고, 김옥균은 일본을 거쳐 상하이로 망명한다. 1894년 3월 김옥균은 홍종우에게 암살당한다. 홍종우가 김옥균에게 접근한 방법은 간단했다. 프랑스 요리 솜씨도 어찌나 기가 막혔던지 김옥균의 일본 친구들 입맛까지 당길 정도였다. 개화파 성향에 프랑스 유학까지 갔다 온 홍종우는 김옥균에게 매력적인 인물이었다.
청나라 상하이에서 체류중인 윤치호는 1894년 3월 27일 오후 김옥균과 홍종우 등 일행을 맡아들였다. 김옥균은 윤치호에게 '리훙장의 양아들 리징황의 초청으로 오게되었다. 경비는 홍종우라는 자가 대고 있다."고 말하자, 윤치호는 의아스러운 눈빛으로 "홍종우는 (조선에서 보낸) 스파이 같으니 조심하라"고 경고했다고 한다. 그러자, 김옥균은 "그가 스파이일리가 없다."고 답했다 한다.
3월 27일 김옥균은 인편으로 윤치호에게 오후 1시 반에 자신이 숙박하고 있는 동화양행(일본 호텔)로 와서 함께 갈 곳이 있다는 내용의 편지를 급히 보낸다. 그러나 윤치호는 학교 일이 바쁘다는 이유로 김옥균의 제안을 사양한다. 3월 28일 홍종우는 상하이에 있는 호텔 둥허 양행(東和洋行)에서 리볼버 권총으로 김옥균을 저격, 암살하였다. 이후 윤치호는 신변의 안전을 위해 피신한다.
김옥균은 홍종우를 완전히 자기 사람으로 생각했다. 홍종우는 그만큼 암살 의도를 철저히 숨기고 위장 접근에 완벽하게 성공했다. 자, 홍종우는 이렇게 해서 김옥균을 상하이로 꼬여냈고 거사를 '깨끗이' 처리했다. 그리고 자신이 왜 김옥균을 제거했는지 청국 측 경찰서에서 변론하였다. 그는 김옥균을 암살한 첫 번째 이유로 공무라고 밝혔다. 김옥균 암살은 첫째로, 공무다. 어명을 받든 것이다. 두 번째 이유로는 김옥균이 동양 평화에 위협적인 인물이라는 것이었다.
| “ | 나는 조선의 관원이고, 김옥균은 나라의 역적이다. 김옥균의 생존은 동양 삼국의 평화를 깨뜨릴 우려가 있다. | ” |

사건이 발생하자 청나라 상하이 경찰은 홍종우를 체포하고 김옥균의 사체는 일본인 와다의 요청에 따라 일본으로 인계하기로 했다. 그런데 일본은 개화파의 존재를 껄끄럽게 여겨 갑자기 태도를 바꾸어 홍종우와 김옥균의 사체를 청국에게 넘겼고, 청나라 정부는 홍종우의 범행을 조선인 상호간의 문제라고 하여 다시 조선에 인계하였다.
유해가 선박으로 옮겨졌고, 조선에 도착한 그의 시신은 강화도 양화진에서 능지처참(陵遲處斬)을 당하고, 머리는 저잣거리에 효시된 후 실종되었다. 효시(梟示)된 그의 목에는 '모반(謀反) 대역부도(大逆不道) 죄인 옥균(玉均) 당일 양화진두(楊花津頭) 능지처참'이라고 쓰여진 커다란 천이 나부끼고 있었다.

## 기타
갑신정변은 갑신난·갑신반란으로 여겨지다가 대한민국 임시정부에 가서 '갑신혁명당의 난'(甲申革命黨의 亂)이 되고, 대한민국 임시정부에서 활동하던 독립운동가 박은식(朴殷植)이 최초로 자신의 저서 《한국독립운동지혈사 韓國獨立運動之血史《의 제1장 '갑신독립당의 혁명실패'에서 갑신정변을 혁명으로 규정하였다. 해방 뒤에는 '갑신혁명'이라 칭해졌다. 1970년대 이후 학계에서는 갑신정변이라 불렀고, 갑신정변이라 보는 시각이 중립적이라 하여 정변으로 부르고 있다.
원래 갑신정변 실패 직후 서재필의 부인 광산 김씨는 양가 시댁에서 쫓겨나 친정으로 갔다. 친정으로 찾아갔는데, 친정 부모들은 대역의 죄인이라 하여 집안에 들이지도 않았다. 장인 김영석은 딸에게 서씨 집 귀신이 되라며 되돌려보냈다. 그 대신 가엾게 된 딸을 시집 문안에 가서 자결하도록 설득하며, 가마에 태울 때 독약 그릇을 하나 넣어 시집으로 쫓아보냈다. 이에 서재필은 후일 귀국한 뒤 그의 장인 김영석(金永奭) 내외가 찾아오자 거지 취급하고 냉대하였다.
갑신정변의 실패를 본 청년지사 박중양은 분노하였는데, 특히 김옥균을 유인해서 암살하고 부관참시한 조선의 조정을 잔인하다며 지탄하였다. 박중양은 다음과 같이 분개하였다.
| “ | 김옥균은 일본 동경에서 망명생활을 하다가 홍종우의 유인으로 상해에 나가게 되어 홍종우에게 암살당했다. 인면수심의 홍종우를 논할 필요도 없지만은 김옥균의 시체가 경성으로 도착했을 때 종로시상에서 목이 잘리고 사지를 분열하였다. 이런 행사가 야만인들에게도 없을 것이다. … 김옥균의 시체가 경성으로 도착했을 때 종로시상에서 목이 잘리고 사지를 분열하였다. 이런 행사가 야만인들에게도 없을 것이다. | ” |
|   | — 박중양 |   |

박중양은 개화파 인사들을 선각자로 보고 존경했으나, 그들 가족들의 비참한 최후와 능지처참, 연좌제 등의 악형을 목격하면서, 조선이란 나라가 존재할 가치가 있는 나라인가에 일찍부터 의문을 품게 되었다. 박중양은 또한 조선 시대의 악형에 대해 분개하기도 했는데, 김옥균의 부관참시는 서재필·윤치호·이상재 등 개화파 인사들로 하여금 충격과 좌절을 주었고, 이들은 냉소적으로 변하게 된다.

## 같이 보기
| - 우정총국 - 임오군란 - 을미사변 - 청불전쟁 - 톈진조약 - 갑신일록 - 동학 농민 운동 - 매천야록 - 독립협회 - 만민공동회 - 우정국 - 김옥균 - 양무 운동 - 민권 - 제물포 조약 - 김옥균 - 박영효 - 서재필 - 서재창 - 홍영식 - 박영교 - 다케조에 신이치로 | - 참정권 - 신분제 철폐 - 서광범 - 박정양 - 박중양 - 변수 - 안경수 - 윤치호 - 이상재 - 이승만 - 박정양 - 안국선 - 윤웅렬 - 이준용 - 이규완 - 하응선 - 한성 조약 - 김홍집 - 김윤식 - 정병하 - 쓰지 가쓰자부로 - 쓰지 도쥬로 | - 정한론 - 갑오경장 - 아관파천 - 유길준 - 민영익 - 윤경순 - 윤경완 - 박원양 - 흥선대원군 |

## 참고 문헌
- 이 문서에는 다음커뮤니케이션(현 카카오)에서 GFDL 또는 CC-SA 라이선스로 배포한 글로벌 세계대백과사전의 "《개화파의 개혁운동》" 항목을 기초로 작성된 글이 포함되어 있습니다.
- 박은숙, 《갑신정변 연구》 (역사비평사, 2005)
- 김옥균, 박영효 회, 《갑신정변 회고록》 (조일문 외 1명 역, 건국대학교출판부, 2006)
- 민태원, 《불우지사 김옥균선생 실기》 (이선아 역, 한국국학진흥원, 2006)
- 유영렬, 《개화기의 윤치호 연구》 (경인문화사, 2011)
- 유영렬, 《한국근대사의 탐구》 (경인문화사, 2006)
- 강준만, 《한국근대사산책 1:천주교 박해에서 갑신정변까지》 (인물과 사상사, 2006)
- 아세아문화사, 《갑신정변 관련자 심문 진술 기록:추안급국안 중》 (박은숙 역, 아세아문화사, 2009)
- 신용하, 《초기 개화사상과 갑신정변 연구:신용하 저작집 3》 (지식산업사, 2000)
- 송건호, 《송건호 전집 13:서재필과 이승만》 (한길사, 2002)
- 강범석, 《잃어버린 혁명:갑신정변 연구》 (도서출판 솔, 2006)
- 한국정치외교사학회, 《갑신정변 연구》 (한국정치외교사학회, 1986)
- 윤병석 외, 《개화 운동과 갑신정변》 (삼성문화재단, 1977)
- 이광린, 《개화당 연구》(일조각, 1973)
- 민태원, 《갑신정변과 김옥균》 (국제문화협회, 1947)
- 유영렬, 《개화기의 윤치호 연구》 (한길사, 1986)
- 채만식, 《채만식 전집 08 (近日 외)》 (창작과비평사, 1989)